# Yumeko Aizome
Pour les articles homonymes, voir Aizome.
Yumeko Aizome (逢初夢子, Aizome Yumeko) est une actrice japonaise née le 25 décembre 1915, la date de son décès est inconnue. Son vrai nom est Yachiyo Yokoyama (横山 八千代, Yokoyama Yachiyo), puis Yachiyo Yusa (遊佐 八千代, Yusa Yachiyo) après son mariage en 1942.

## Biographie
Yumeko Aizome a tourné dans plus de 115 films entre 1932 et 1955.
Elle s'est mariée en 1942 avec le nageur Masanori Yusa.

## Filmographie sélective

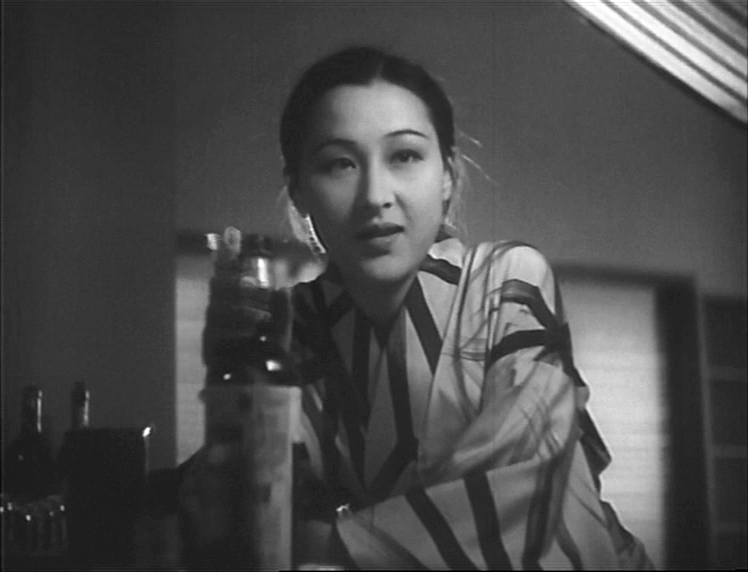
Yumeko Aizome dans L'Amour d'une mère (1934).

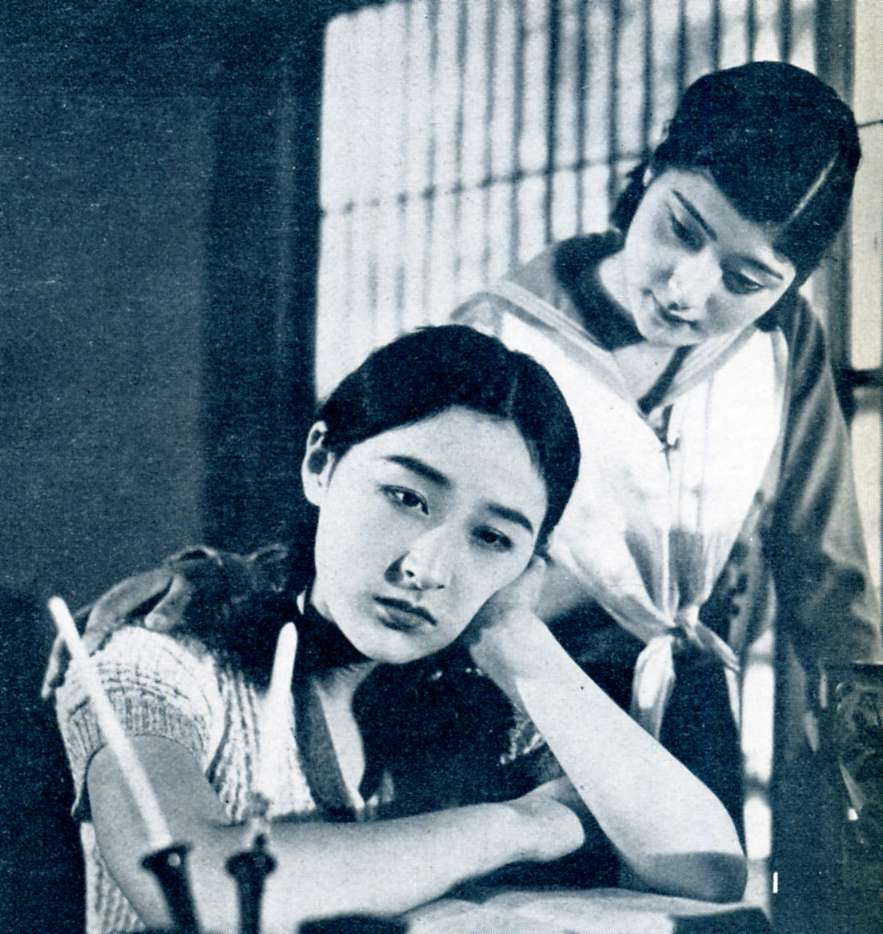
Sanae Takasugi et Yumeko Aizome dans Yaé, ma petite voisine (1934).

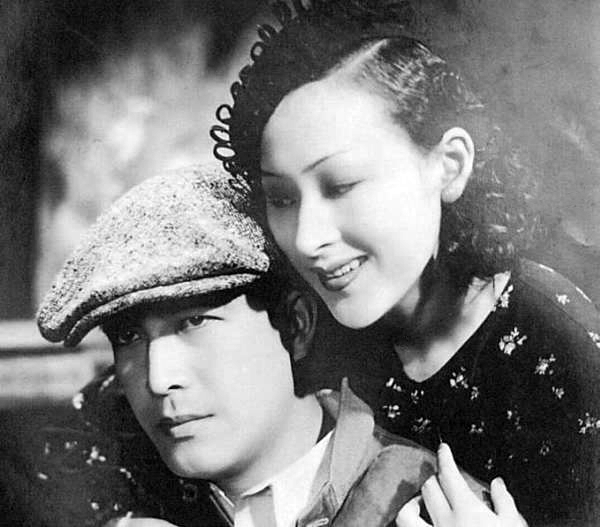
Den Obinata et Yumeko Aizome dans Machi no ekubo (1936).

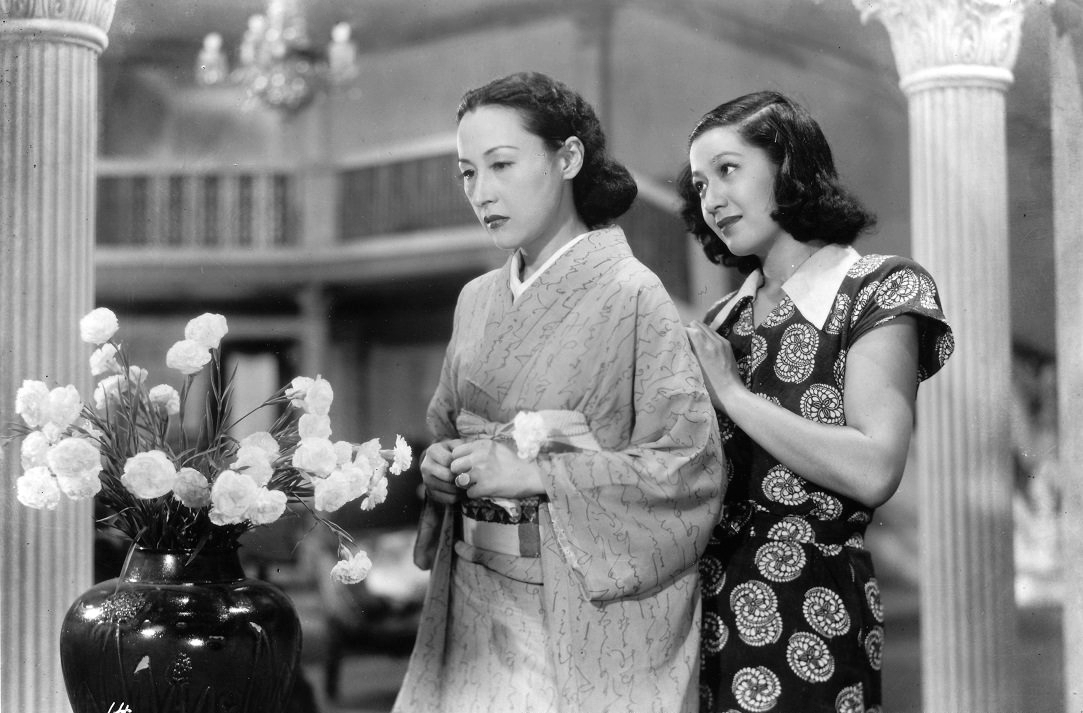
Yumeko Aizome et Setsuko Hara dans Le Bal de la famille Anjo (1947).

- 1932 : Un printemps mité (蝕める春, Mushibameru haru?) de Mikio Naruse : Kumiko
- 1932 : Le Brise-vent de l'amour (愛の防風林, Ai no bōfūrin?) de Hiroshi Shimizu
- 1932 : Les nuits blanches sont lumineuses (白夜は明くる, Byakuya wa akuru?) de Hiroshi Shimizu : Yōko
- 1932 : Le Coucou (不如帰, Hototogisu?) de Heinosuke Gosho
- 1932 : Le Tokyo des amours (恋の東京, Koi no Tokyo?) de Heinosuke Gosho
- 1932 : Zone de tempête (暴風帯, Bōfūtai?) de Hiroshi Shimizu
- 1932 : Dansei seifuku (男性征服?) de Keisuke Sasaki
- 1933 : Les Rêves de la jeune fille mariée (花嫁の寝言, Hanayome no negoto?) de Heinosuke Gosho : Natsuko
- 1933 : Femmes et Voyous (非常線の女, Hijosen no onna?) de Yasujirō Ozu : Misako
- 1933 : Jeunes filles japonaises sur le port (港の日本娘, Minato no Nihon musume?) de Hiroshi Shimizu : Masumi
- 1933 : Koi no shōhai (恋の勝敗?) de Yoshinobu Ikeda
- 1933 : Le Jeune Universitaire I (大学の若旦那, Daigaku no wakadanna?) de Hiroshi Shimizu : Takiko
- 1933 : Deux prunelles (双眸, Sobo?) de Mikio Naruse : Nanaeko Date
- 1933 : La Fille et le Clairon (ラッパと娘, Rappa to musume?) de Yasujirō Shimazu
- 1933 : Joue contre joue (頬を寄すれば, Hoho o yosureba?) de Yasujirō Shimazu : une étudiante
- 1934 : La Ville des flammes de la passion (情炎の都市, Jōen no toshi?) de Yasujirō Shimazu
- 1934 : Shojo yo nageku nakare (処女よ嘆く勿れ?) de Keisuke Sasaki
- 1934 : Le Jeune Universitaire II (大学の若旦那・武勇伝, Daigaku no wakadanna: Buyūden?) de Hiroshi Shimizu : Takiko
- 1934 : Gaika no kage ni (凱歌の蔭に?) de Keisuke Sasaki
- 1934 : L'Amour d'une mère (母を恋はずや, Haha o kowazuya?) de Yasujirō Ozu : Mitsuko
- 1934 : Yaé, ma petite voisine (隣の八重ちゃん, Tonari no Yae-chan?) de Yasujirō Shimazu : Yaeko
- 1934 : Récit animé d’un mariage (結婚興奮記, Kekkon kōfun-ki?) de Yasujirō Shimazu
- 1934 : Le Jeune Universitaire III (大学の若旦那・太平楽, Daigaku no wakadanna: Taiheiraku?) de Hiroshi Shimizu : Sachiko
- 1934 : Tajō būsshin (多情仏心?) de Yutaka Abe
- 1936 : Machi no ekubo (街の笑くぼ?) de Tsutomu Shigemune
- 1937 : Les Vicissitudes de la vie I (禍福 前篇, Kafuku zempen?) de Mikio Naruse : Michiko
- 1937 : Les Vicissitudes de la vie II (禍福 後篇, Kafuku kōhen?) de Mikio Naruse : Michiko
- 1938 : Chanson d'encouragement (応援歌, Ōenka?) de Hiroshi Shimizu
- 1938 : Les Enfants du soleil (太陽の子, Taiyō no ko?) de Yutaka Abe : Masako
- 1938 : Ajia no musume (亜細亜の娘?) de Shigeo Tanaka
- 1938 : Le Petit Pleurnichard (泣蟲小僧, Nakimushi kozo?) de Shirō Toyoda : Noriko
- 1939 : Hyōban gonin musmume (評判五人娘?) de Seiji Hisamatsu : Kimie
- 1940 : Aijin no chikai (愛人の誓ひ?) de Shigeo Tanaka
- 1941 : Hokkyokukō (北極光?) de Shigeo Tanaka
- 1944 : Les Contrebandiers internationaux (国際密輸団, Kokusai mitsuyu-dan?) de Daisuke Itō : Rosa Ume
- 1945 : Les Yakuzas dans la région de Tokai (東海水滸伝, Tōkai suikoden?) de Hiroshi Inagaki et Daisuke Itō : Ocho
- 1947 : Le Bal de la famille Anjo (安城家の舞踏会, Anjō-ke no butōkai?) de Kōzaburō Yoshimura : Akiko
- 1947 : Musume no gyakushū (娘の逆襲?) de Noboru Nakamura
- 1948 : Uwasa no otoko (噂の男?) de Yasushi Sasaki
- 1948 : Idainaru X (偉大なるＸ?) de Hideo Ōba : Mitsue
- 1948 : La Porte de la chair (肉体の門, Nikutai no mon?) de Masahiro Makino et Masafusa Ozaki
- 1949 : Histoires de détectives : le capuchon violet I (佐平次捕物帳 紫頭巾 前篇, Saheiji torimono-chō: Murasaki zukin I?) de Masahiro Makino : Oren
- 1949 : Histoires de détectives : le capuchon violet II (佐平次捕物帳 紫頭巾 後篇, Saheiji torimono-chō: Murasaki zukin II?) de Masahiro Makino : Oren
- 1951 : La Femme brigand et le protecteur (女賊と判官, Nyozoku to hangan?) de Masahiro Makino et Ryō Hagiwara
- 1953 : Epitome (縮図, Shukuzu?) de Kaneto Shindō
- 1965 : Kiri no hata (霧の旗?) de Yōji Yamada